# Ардатов
Арда́тов (рос. Ардатов, ерз. Ордань) — місто, центр Ардатовського району Мордовії, Росія. Адміністративний центр та єдиний населений пунктАрдатовського міського поселення.

## Географія
Ардатов розташований у долині річки Алатир за 10 км від однойменної залізничної станції, яка є проміжною на ділянці залізниці Червоний Вузол — Канаш.

### Клімат
У місті помірно-континентальний клімат. Середньорічна кількість опадів становить 535 мм.
| Кліматограма Ардатова                                                                          | Кліматограма Ардатова | Кліматограма Ардатова | Кліматограма Ардатова | Кліматограма Ардатова | Кліматограма Ардатова | Кліматограма Ардатова | Кліматограма Ардатова | Кліматограма Ардатова | Кліматограма Ардатова | Кліматограма Ардатова | Кліматограма Ардатова |
| ---------------------------------------------------------------------------------------------- | --------------------- | --------------------- | --------------------- | --------------------- | --------------------- | --------------------- | --------------------- | --------------------- | --------------------- | --------------------- | --------------------- |
| С                                                                                              | Л                     | Б                     | К                     | Т                     | Ч                     | Л                     | С                     | В                     | Ж                     | Л                     | Г                     |
| 31 −9 −16                                                                                      | 22 −8 −15             | 23 −2 −9              | 38 9 1                | 40 18 8               | 65 24 12              | 71 25 14              | 58 23 12              | 55 15 7               | 52 7 1                | 44 −1 −6              | 36 −6 −12             |
| Середня макс. і мін. температури повітря (°C) Атмосферні опади (мм), за рік : 535 мм. Джерело: |                       |                       |                       |                       |                       |                       |                       |                       |                       |                       |                       |

## Історія
У документі 1671 року згадується як село Ардатов, назва від імені першого поселенця Ордата. Після побудови у 1688 році церкви Святої Трійці стає селом та отримує назву Новотроїцьке.
З 1780 року повітове місто Ардатов Самбірського намісництва, з 1796 до 1798 року повітове місто Симбірської губернії.
У 1928 році, після скасування повітів та губерній, місто стає центром Ардатовского району Мордовського округу Середньо-Волзької області.

## Населення
Населення — 9400 осіб (2010; 9587 у 2002).

## Відомі люди
В місті народились:
- Михайло Гернет — радянський вчений-правознавець, кримінолог і фахівець з кримінально-виконавчого права
- Людмила Татьяничева — радянська поетеса, прозаїк, громадський діяч.
- Борис Садовських — російський письменник.
- Тяжева Олександра Павлівна (1901—1978) — башкортський геолог ерзянського походження.
- Петро Хрустальов — генерал-майор Радянської армії.
- Арепіна Ія Олексіївна (1930—2003) — російська акторка театру та кіно ерзянського походження.